# Na Huideok
Na Huideok (en hangeul : 나희덕) est une poétesse coréenne née en 1966.

## Biographie
Na Huideok est née en 1966 et a grandi dans un orphelinat en Corée du Sud où son entourage, chrétien, lui a transmis les valeurs chrétiennes à travers la vie en communauté. Elle a reconnu plus tard que la vie en communauté avec des orphelins avait fait d'elle une enfant précoce, et la prise de conscience des différences entre elle et ses camarades de jeu à l'orphelinat lui a permis de développer une perspective unique sur le monde. 
Elle est arrivée dans le monde de la poésie presque de manière involontaire. Alors qu'elle cherchait à s'émanciper des valeurs religieuses transmises par son entourage et qu'elle prenait part aux mouvement de protestations des étudiants en faveur de la démocratie, elle a trouvé le salut à travers la poésie. 
En 1998 est récompensée du prix Kim Soo-young pour Ce n'est pas loin d'ici, en 2003, du prix de littérature contemporaine (Hyundae Munhak) pour Comme un poisson sur la terre sèche, et en 2006 du prix de poésie Sowol.

## Œuvre
Son imagination poétique se fonde sur plusieurs éléments tels que la maternité et la vie végétale. Son premier recueil de poèmes, Aux racines (Ppuri-ege) ainsi que le second, Ces mots ont coloré les feuilles (Geu mari ipeul muldeuryeotda) dépeignent sa vision de la poésie : sonder la profondeur de la vie et la rendre dans la poésie n'est rien d'autre qu'accepter la misère et la tristesse de la vie de tous les jours ; ainsi maintient-elle sa croyance en la poésie et la vie, qui tend vers le pardon face aux vicissitudes de ses contemporains. Quand elle écrit « La douce Terre qui tremble de joie alors qu'elle nourrit de son sang les racines des arbres », nous voyons l'image d'une mère qui traverse de nombreuses difficultés pour élever son enfant. La tendresse avec laquelle la poète aborde ce monde difficile provient de sa croyance absolue dans les forces de la vie qui permettent aux arbres de croître malgré tout, et qui permettent aux mères de nourrir leur enfant avec leurs seins quelles que soient l'heure et l'époque.  
On peut ainsi affirmer que cette poétesse est constamment à travers sa poésie à la recherche de la source de cette vie, de cette vigueur. Pour devenir réceptifs au langage de la nature, elle estime qu'on doit être en mesure d'« écouter avec les yeux et voir avec ses oreilles ». Ce point de vue est détaillé dans son troisième recueil de poèmes, On n'est pas loin de là (Geugosi meolji anta) et dans son quatrième recueil, Quand il fait noir (Eodu-wo jindaneun geot). Elle recourt à une juxtaposition subtile entre « son » et « obscurité » pour mettre en avant le processus de « l'écoute » avec les yeux, alors que « la vue » devient inutile dans cette croissance à travers l'obscurité.